# Inter Mediolan w sezonie 1909/1910
Sezon 1909/1910 był drugim sezonem w historii Interu Mediolan. W tym sezonie Internazionale zdobył mistrzostwo Włoch.
Najlepszym strzelcem zespołu został Ernest Peterly, który zdobył 24 bramki w lidze.

## Skład
| Nr | Poz. | Piłkarz                    |
| -- | ---- | -------------------------- |
|    | BR   | Piero Campelli             |
|    | BR   | Angelo De Magistris        |
|    | BR   | Heini Müller               |
|    | OB   | Oscar Engler               |
|    | OB   | Mario Moretti              |
|    | OB   | Carlo Streit               |
|    | OB   | Alfredo Zoller             |
|    | OB   | Roberto Fronte             |
|    | OB   | Hans Yenni                 |
|    | PO   | Virgilio Fossati (kapitan) |

| Nr | Poz. | Piłkarz           |
| -- | ---- | ----------------- |
|    | PO   | Ernest Peterly    |
|    | PO   | Ernesto Crespi    |
|    | PO   | Carlo Payer       |
|    | PO   | Giovanni Capra    |
|    | PO   | Gian Maria Cadoni |
|    | PO   | Carlo Cocchi      |
|    | PO   | Furter            |
|    | PO   | Stebler           |
|    | NA   | Ermanno Aebi      |
|    | NA   | Bernard Schuler   |

## Rozgrywki

### Prima Categoria

#### Tabela
| Lp. | Drużyna        | M  | Mecze | Mecze | Mecze | Bramki | Bramki | Bramki | Pkt | Uwagi  |
| Lp. | Drużyna        | M  | W     | R     | P     | +      | −      | +/−    | Pkt | Uwagi  |
| --- | -------------- | -- | ----- | ----- | ----- | ------ | ------ | ------ | --- | ------ |
| 1.  | Inter Mediolan | 16 | 12    | 1     | 3     | 55     | 26     | +29    | 25  | Baraże |
| 1.  | Pro Vercelli   | 16 | 12    | 1     | 3     | 46     | 15     | +31    | 25  | Baraże |
| 3.  | Juventus       | 16 | 8     | 2     | 6     | 28     | 19     | +9     | 18  |        |
| 4.  | Torino         | 16 | 8     | 1     | 7     | 43     | 30     | +13    | 17  |        |
| 4.  | Genoa          | 18 | 7     | 3     | 8     | 29     | 23     | +6     | 17  |        |

#### Mecze
| Prima Categoria 17 listopada 1909 | Internazionale  | 2:2 | Ausonia    |                            |
|                                   | Engler · Cadoni |     | Scanagatta | Mediolan Sędzia: Recalcati |

| Prima Categoria 214 listopada 1909 | Juventus | 2:0 | Internazionale |                        |
|                                    | Borel    |     |                | Turyn Sędzia: Alziator |

| Prima Categoria 321 listopada 1909 | Internazionale | 1:4   | Pro Vercelli                                        |                         |
|                                    | Fossati 42'    | (1:0) | 48' Corna · 49' Rampini · 65' Milano · 85' Visconti | Mediolan Sędzia: Meazza |

| Prima Categoria 428 listopada 1909 | Internazionale | 1:0   | Juventus   |                            |
|                                    | Engler 37'     | (1:0) | Scanagatta | Mediolan Sędzia: Recalcati |

| Prima Categoria 55 grudnia 1909 | Torino          | 3:4 | Internazionale           |                          |
|                                 | Rodgers · Zuffi |     | Capra · Engler · Peterly | Mediolan Sędzia: Goodley |

| Prima Categoria 612 grudnia 1909 | Internazionale            | 2:0   | Genoa |                      |
|                                  | Peterly 50' · Schuler 75' | (0:0) |       | Turyn Sędzia: Radice |

| Prima Categoria 719 grudnia 1909 | Pro Vercelli | 1:2   | Internazionale           |                          |
|                                  | Fresia 47'   | (0:1) | 40' Engler · 65' Peterly | Vercelli Sędzia: Goodley |

| Prima Categoria 82 stycznia 1910 | Ausonia   | 2:6 | Internazionale          |                           |
|                                  | Bontadini |     | Peterly · Capra · Payer | Mediolan Sędzia: Campiero |

| Prima Categoria 916 stycznia 1910 | US Milanese           | 2:5 | Internazionale                                |                       |
|                                   | Müller (sam.) · Sardi |     | Peterly · Schuler · (sam.) De Simoni · Zoller | Mediolan Sędzia: Moda |

| Prima Categoria 1030 stycznia 1910 | Internazionale            | 7:2 | US Milanese   |                            |
|                                    | Capra · Peterly · Schuler |     | Sardi · Pizzi | Mediolan Sędzia: Recalcati |

| Prima Categoria 116 lutego 1910 | AC Milan | 0:5 | Internazionale          |                          |
|                                 |          |     | Capra · Peterly · Payer | Mediolan Sędzia: Goodley |

| Prima Categoria 1220 lutego 1910 | Internazionale           | 5:0 | Andrea Doria            |                          |
|                                  | Peterly · Engler · Payer |     | Scanagatta · Scanagatta | Mediolan Sędzia: Goodley |

| Prima Categoria 1327 lutego 1910 | Internazionale                               | 5:1   | AC Milan   |                            |
|                                  | Peterly 55' 85' · Engler 62' 71' · Capra 68' | (0:1) | 5' Mariani | Mediolan Sędzia: Recalcati |

| Prima Categoria 146 marca 1910 | Andrea Doria | 1:3 | Internazionale            |                       |
|                                | Sardi        |     | Payer · Peterly · Schuler | Genua Sędzia: Pasteur |

| Prima Categoria 153 kwietnia 1910 | Genoa                  | 4:0 | Internazionale |                       |
|                                   | Schmidt · Hug · Elliot |     |                | Genua Sędzia: Goodley |

| Prima Categoria 1610 kwietnia 1910 | Internazionale    | 7:2 | Torino          |                          |
|                                    | Peterly · Schuler |     | Capra · Morelli | Mediolan Sędzia: Goodley |

#### Mecz barażowy o mistrzostwo Włoch
| Prima Categoria baraż 6 marca 1910 | Pro Vercelli                 | 3:10 | Internazionale                                                    |                         |
|                                    | Tacchini · Zorzoli · Rampini |      | Engler · Fossati · Payer · Peterly · Schuler · (sam.) Sconosciuto | Vercelli Sędzia: Meazza |

## Statystyki

### Mecze i bramki
| Piłkarz             | Primera Categoria | Primera Categoria | Baraż | Baraż  | Suma  | Suma   |
| Piłkarz             | Mecze             | Bramki            | Mecze | Bramki | Mecze | Bramki |
| ------------------- | ----------------- | ----------------- | ----- | ------ | ----- | ------ |
| Piero Campelli      | 7                 | 0                 | 1     | 0      | 9     | 0      |
| Angelo de Magistris | 1                 | 0                 | 0     | 0      | 1     | 0      |
| Heini Müller        | 8                 | 0                 | 0     | 0      | 7     | 0      |
| Oscar Engler        | 15                | 6                 | 1     | 4      | 16    | 10     |
| Mario Moretti       | 12                | 1                 | 0     | 0      | 12    | 1      |
| Carlo Streit        | 15                | 0                 | 0     | 0      | 15    | 0      |
| Alfredo Zoller      | 16                | 1                 | 0     | 0      | 17    | 1      |
| Roberto Fronte      | 13                | 0                 | 0     | 0      | 13    | 0      |
| Hans Yenni          | 2                 | 0                 | 1     | 0      | 3     | 0      |
| Virgilio Fossati    | 16                | 1                 | 1     | 2      | 17    | 3      |
| Ernest Peterly      | 15                | 23                | 1     | 1      | 16    | 24     |
| Ernesto Crespi      | 1                 | 0                 | 0     | 0      | 1     | 0      |
| Carlo Payer         | 16                | 4                 | 1     | 1      | 17    | 5      |
| Giovanni Capra      | 12                | 12                | 0     | 0      | 12    | 12     |
| Gian Maria Cadoni   | 2                 | 1                 | 0     | 0      | 2     | 1      |
| Carlo Cocchi        | 1                 | 0                 | 0     | 0      | 1     | 0      |
| Furter              | 2                 | 0                 | 0     | 0      | 2     | 0      |
| Stebler             | 3                 | 0                 | 1     | 0      | 4     | 0      |
| Ermanno Aebi        | 2                 | 0                 | 1     | 0      | 3     | 0      |
| Bernard Schuler     | 16                | 5                 | 1     | 1      | 17    | 6      |

### Najlepsi strzelcy
| L.p. | Piłkarz           | Prima Categoria | Baraż | Suma |
| ---- | ----------------- | --------------- | ----- | ---- |
| 1.   | Ernest Peterly    | 23              | 1     | 24   |
| 2.   | Giovanni Capra    | 12              | 0     | 12   |
| 3.   | Oscar Engler      | 6               | 4     | 10   |
| 4.   | Bernard Schuler   | 5               | 1     | 6    |
| 5.   | Carlo Payer       | 4               | 1     | 5    |
| 6.   | Virgilio Fossati  | 1               | 2     | 3    |
| 7.   | Gian Maria Cadoni | 1               | 0     | 1    |
| 7.   | Mario Moretti     | 1               | 0     | 1    |
| 7.   | Alfredo Zoller    | 1               | 0     | 1    |